# Cavellioropa
Cavellioropa is een geslacht van weekdieren uit de klasse van de Gastropoda (slakken).

## Soorten
- Cavellioropa cookiana (Dell, 1952)
- Cavellioropa huttoni (Suter, 1890)
- Cavellioropa microrhina (Suter, 1909)
- Cavellioropa moussoni (Suter, 1890)
- Cavellioropa subantialba (Suter, 1909)